# Youssouf Hersi
Youssouf Hersi (Dire Dawa, 20 augustus 1982) is een in Ethiopië geboren Nederlands voormalig betaald voetballer die bij voorkeur als aanvallende middenvelder speelde.

## Clubs
Hersi groeide op in Dedemsvaart, waar hij als voetballer begon bij de amateurs van SCD '83. Hij mocht na een tijdje met Ajax meetrainen. Ajax haalde toen nog geen spelers van ver buiten Amsterdam en daarom bleef Hersi bij SCD voetballen. Tijdens een toernooi ter ere van het honderdjarig bestaan van de club, maakte Hersi indruk op verschillende scouts. Onder andere Ajax, PSV en Feyenoord waren geïnteresseerd. Uiteindelijk koos Hersi voor Ajax, waar hij een groot deel van de jeugdopleiding doorliep. Ook speelde hij voor verschillende jeugdteams van het Nederlands elftal. In 1999 tekende hij een contract bij de club uit Amsterdam.
In 2000 maakte Hersi zijn debuut in het eerste elftal tegen FC Utrecht. Vervolgens begon hij tijdens De klassieker tegen Feyenoord in de basis. Vervolgens speelde hij nog een paar wedstrijden en in het seizoen 2001/02 werd hij uitgeleend aan NAC Breda. Voor deze club speelde hij 33 wedstrijden, waarin hij drie keer scoorde. Ajax had nog steeds geen plaats voor hem en Hersi werd nogmaals uitgeleend, nu aan NEC. Hij werd clubtopscorer met negen goals en een jaar later werd hij nogmaals uitgeleend aan NEC. Dit seizoen scoorde hij tien keer. Toch vond Ajax trainer Ronald Koeman dat hij hem niet nodig had. Toen meldde sc Heerenveen zich en vertrok hij naar Friesland. Bij Heerenveen speelde hij een half jaar. Hij mocht vertrekken en tijdens de winterstop ging hij naar Vitesse. Bij Vitesse speelde tweeënhalf jaar en 69 competitiewedstrijden, waarin hij vijftien keer scoorde. Na het seizoen 2005-2006 werd hij door de supporters verkozen tot Vitesse-speler van het jaar. Na die tweeënhalf jaar mocht hij blijven, maar hij kwam er niet uit met de club over een nieuw contract. Hij vertrok naar Enschede, waar hij voor FC Twente ging spelen. Deze club betaalde geen transfersom, omdat het contract van Hersi afliep.
Tijdens zijn eerste seizoen voor Twente speelde Hersi 25 duels, waarin hij zeven keer scoorde. Het volgende seizoen speelde hij 21 keer. Steeds vaker werd hij als invaller gebruikt en dit werd Hersi zat. Hij wilde vertrekken, maar had nog een contract voor een jaar. Hierop stapte hij vrijwillig uit de selectie en ging hij met de beloften meetrainen. Uiteindelijk vond Hersi in AEK Athene een nieuwe werkgever. .
Op 12 augustus 2010 tekende Hersi een eenjarig contract bij BV De Graafschap, dat hem transfervrij overnam van AEK Athene. Hij speelde dat seizoen 22 duels waarin hij twee keer trefzeker was. Op 1 maart 2011 in de wedstrijd tegen Roda JC liep hij een knieblessure op. De Graafschap besloot zijn contract niet te verlengen. Hierdoor werd hij per 1 juli 2011 een transfervrije speler. In september 2012 tekende Hersi voor het seizoen 2012/13 bij de nieuwe Australische club Western Sydney Wanderers. In 2014 stapte hij over naar Perth Glory FC waar hij op 22 mei 2015 zijn contract liet ontbinden. Hierna stopte hij met voetbal.

## Nationaal elftal
Hersi speelde voor verschillende nationale Nederlandse jeugdelftallen. In 2000 werd hij een keer Speler van het Toernooi tijdens een internationaal toernooi in Joegoslavië. In 2005 gaf hij aan voor het Ethiopisch voetbalelftal uit te willen komen maar FIFA regelgeving stond dit in de weg.

## Clubstatistieken
| Seizoen | Club                     | Land                 | Competitie   | Duels | Goals |
| ------- | ------------------------ | -------------------- | ------------ | ----- | ----- |
| 2000/01 | Ajax                     | Vlag van Nederland   | Eredivisie   | 9     | 0     |
| 2001/02 | NAC Breda                | Vlag van Nederland   | Eredivisie   | 33    | 3     |
| 2002/03 | N.E.C.                   | Vlag van Nederland   | Eredivisie   | 30    | 9     |
| 2003/04 | N.E.C.                   | Vlag van Nederland   | Eredivisie   | 31    | 10    |
| 2004/05 | sc Heerenveen            | Vlag van Nederland   | Eredivisie   | 9     | 0     |
| 2004/05 | Vitesse                  | Vlag van Nederland   | Eredivisie   | 17    | 1     |
| 2005/06 | Vitesse                  | Vlag van Nederland   | Eredivisie   | 25    | 10    |
| 2006/07 | Vitesse                  | Vlag van Nederland   | Eredivisie   | 27    | 4     |
| 2007/08 | FC Twente                | Vlag van Nederland   | Eredivisie   | 25    | 8     |
| 2008/09 | FC Twente                | Vlag van Nederland   | Eredivisie   | 21    | 1     |
| 2009/10 | AEK Athene               | Vlag van Griekenland | Super League | 21    | 1     |
| 2010/11 | De Graafschap            | Vlag van Nederland   | Eredivisie   | 22    | 2     |
| 2012/13 | Western Sydney Wanderers | Vlag van Australië   | A-League     | 23    | 5     |
| 2013/14 | Western Sydney Wanderers | Vlag van Australië   | A-League     | 24    | 3     |
| 2014/15 | Perth Glory FC           | Vlag van Australië   | A-League     | 8     | 0     |
| Totaal  | Totaal                   | Totaal               | Totaal       | 325   | 57    |

## Erelijst
Western Sydney Wanderers
- A-League

2012/13